# Ашагы-Гёйджали
Ашагы-Гёйджали (азерб. Aşağı Göycəli) — село в Ашагы-Гёйджалинском административно-территориальном округе Акстафинского района Азербайджана.

## Этимология
Название села строится на двух составных частях: ашагы (с азерб. — «нижний») и Гёйджали. Вторая составная часть этого топонима произошла от гидронима Гёйча (Гокча).

## История
Село основано в конце XIX века переселенцами из областей, прилежащих к озеру Гокча (Севан).
В 1926 году согласно административно-территориальному делению Азербайджанской ССР село относилось к дайре Акстафа Казахского уезда.
После реформы административного деления и упразднения уездов в 1929 году был образован Марксовский сельсовет в Казахском районе Азербайджанской ССР. С 24 января 1939 года село входило в состав Акстафинского района, который 4 декабря 1959 года был ликвидирован, а населенный пункт передан в состав Казахского района.
Согласно административному делению 1961 и 1977 года село Гёджали входило в Марксовский сельсовет Казахского района Азербайджанской ССР.
24 апреля 1990 года село передано в состав новообразованного Акстафинского района.
В 1999 году в Азербайджане была проведена административная реформа и внутри Гёйджалинского административно-территориального округа был учрежден Ашагы-Гёйджалинский муниципалитет Акстафинского района.

## География
Ашагы-Гёйджали расположен на берегу реки Гасансу.
Село находится в 5 км от райцентра Акстафа и в 444 км от Баку. Ближайшая железнодорожная станция — Акстафа.
Село находится на высоте 340 метров над уровнем моря.

## Население
| Численность населения | Численность населения | Численность населения |
| 1981                  | 1999                  | 2009                  |
| --------------------- | --------------------- | --------------------- |
| 1795                  | ↗1874                 | ↗2218                 |

Население преимущественно занимается виноградарством и животноводством.

## Климат
Среднегодовая температура воздуха в селе составляет +14,1 °C. В селе полупустынный климат.

## Инфраструктура
В советское время в селе располагались средняя школа, библиотека, медицинский пункт.
В селе расположены почтовое отделение, средняя школа, детский ясли-сад, библиотека, врачебный пункт.